# Børre Næss
Børre Næss (* 23. Januar 1982 in Kongsberg) ist ein ehemaliger norwegischer Skilangläufer.

## Werdegang
Børre Næss startete für den Verein Efteloet IL. International ist er seit 2001 aktiv. Zunächst lief er in FIS- und Continental-Cup-Rennen sowie bei Junioren-Weltmeisterschaften ohne nennenswerte Ergebnisse. Zum Ende der Saison 2002/03 konnte der Norweger in Oslo erstmals im Skilanglauf-Weltcup starten und erreichte über 50 Kilometer den 46. Platz. Dennoch dauerte es fast ein Jahr, bis er nach mehreren guten Ergebnissen in unterklassigen Rennen erneut im Weltcup starten durfte. Es war der erste Einsatz des Sprint-Spezialisten auf seiner Spezialstrecke und er belegte in Trondheim Platz 48. Nur Tage später gewann er erst in Drammen als 16. seine ersten Weltcuppunkte und kam dann in Lahti als Neunter erstmals unter die besten Zehn. Schließlich kam er im letzten Saisonsprint in Pragelato auf den dritten Platz. Von nun an wurden Næss’ Weltcup-Einsätze häufiger. Bei den norwegischen Meisterschaften 2005 belegte er hinter Jens Arne Svartedal den Silberrang. Zum Ende der Saison 2004/05 gewann er in Lahti erstmals einen Weltcup-Sprint und beendete die Saison auf den 19. Rang im Gesamtweltcup und den fünften Platz im Sprintweltcup. Im folgenden Jahr wurde er norwegischer Meister im Sprint. In der Saison 2006/07 holte er in Drammen seinen zweiten Weltcupsieg im Sprint. Ebenfalls in der Saison kam er in Changchun auf den zweiten Platz und erreichte zum Saisonende den siebten Rang im Sprintweltcup. In der folgenden Saison gewann er den Sprint in Canmore und belegte in Stockholm den zweiten Platz. Im Sprintweltcup belegte er den neunten Platz. Zudem wurde Næss 2008 und 2009 Dritter bei den norwegischen Sprintmeisterschaften. Im Januar 2009 kam er beim Weltcup in Otepää auf den dritten Platz. Von 2010 bis 2012 startete er vorwiegend bei Rennen des Scandinavian Cups. Er holte dabei meist Platzierungen außerhalb der Punkteränge. Seit 2012 nimmt er an Rennen des Skilanglauf-Marathon-Cups teil. Dabei erreichte er seine beste Platzierung 2013 mit dem vierten Rang beim Tartu Maraton. 2012 und 2013 siegte er beim Vindfjelløpet über 40 km klassisch.

## Erfolge

### Weltcupsiege im Einzel
| Nr. | Datum           | Ort     | Disziplin               |
| --- | --------------- | ------- | ----------------------- |
| 1.  | 5. März 2005    | Lahti   | 1,4 km Sprint klassisch |
| 2.  | 14. März 2007   | Drammen | 1,2 km Sprint klassisch |
| 3.  | 23. Januar 2008 | Canmore | 1,2 km Sprint klassisch |

### Siege bei Skimarathon-Rennen
- 2012 Vindfjelløpet, 40 km klassisch
- 2013 Vindfjelløpet, 40 km klassisch

## Platzierungen im Weltcup

### Weltcup-Statistik
Die Tabelle zeigt die erreichten Platzierungen im Einzelnen.
- 1.–3. Platz: Anzahl der Podiumsplatzierungen
- Top 10: Anzahl der Platzierungen unter den ersten zehn
- Punkteränge: Anzahl der Platzierungen innerhalb der Punkteränge
- Starts: Anzahl gelaufener Rennen in der jeweiligen Disziplin
- Hinweis: Bei den Distanzrennen erfolgt die Einordnung gemäß FIS.

| Platzierung         | Distanzrennen a | Distanzrennen a | Distanzrennen a | Distanzrennen a | Distanzrennen a | Skiathlon Verfolgung | Sprint | Etappen- rennen b | Gesamt | Team   | Team    |
| Platzierung         | ≤ 5 km          | ≤ 10 km         | ≤ 15 km         | ≤ 30 km         | > 30 km         | Skiathlon Verfolgung | Sprint | Etappen- rennen b | Gesamt | Sprint | Staffel |
| ------------------- | --------------- | --------------- | --------------- | --------------- | --------------- | -------------------- | ------ | ----------------- | ------ | ------ | ------- |
| 1. Platz            |                 |                 |                 |                 |                 |                      | 3      |                   | 3      |        |         |
| 2. Platz            |                 |                 |                 |                 |                 |                      | 3      |                   | 3      |        |         |
| 3. Platz            |                 |                 |                 |                 |                 |                      | 3      |                   | 3      |        |         |
| Top 10              |                 |                 |                 |                 |                 |                      | 15     |                   | 15     |        |         |
| Punkteränge         |                 |                 |                 |                 |                 |                      | 27     |                   | 27     | 1      |         |
| Starts              |                 |                 | 1               |                 | 1               |                      | 44     |                   | 46     | 1      |         |
| Stand: Karriereende |                 |                 |                 |                 |                 |                      |        |                   |        |        |         |

### Weltcup-Gesamtplatzierungen
| Saison  | Gesamt | Gesamt | Sprint | Sprint |
| Saison  | Punkte | Platz  | Punkte | Platz  |
| ------- | ------ | ------ | ------ | ------ |
| 2003/04 | 104    | 52.    | 104    | 18.    |
| 2004/05 | 265    | 19.    | 265    | 5.     |
| 2005/06 | 170    | 32.    | 170    | 15.    |
| 2006/07 | 209    | 24.    | 209    | 7.     |
| 2007/08 | 244    | 31.    | 244    | 9.     |
| 2008/09 | 79     | 70.    | 79     | 33.    |
| 2009/10 | 2      | 179.   | 2      | 111.   |